# TV-året 1976
Nya möjligheter med videobandspelare (då kallat TV-kassett) och satellit-TV diskuteras, men ännu på ett abstrakt plan. Det beräknas finnas 10 000 videobandspelare i Sverige, cirka 1 per 1 000 invånare. Frågan väcks om en gemensam nordisk TV-satellit, något som Sveriges nyvalde kulturminister Jan-Erik Wikström (Fp) är entusiastisk inför. För Norge skulle det innebära att man slapp bygga ut marknätet för en andra TV-kanal. Men det ska dröja ända till 1989 innan Tele-X sänds upp. Och norska TV2 startade först 1992.

## Sveriges Radio-TV
TV-program som sändes 1976.

### Januari
- 5 januari - Det var ett fint år, show med Lill-Babs. Producent: Karin Falck.
- 10 januari - Ordförrådet - Barnprogram i fem avsnitt med Ingvar Kjellson, Peter Harryson, Inga Gill med flera.
- 14 januari - Rosenkavaljeren - Direktsändning från Kungliga Operan. Medverkande: Sylvia Lindenstrand, Elisabeth Söderström, Britt Marie Aruhn med flera.
- 16 januari - Andersson & Wesenlund, krogshow med Birgitta Andersson och Rolv Wesenlund.
- 20 januari - Premiär för Stjärnorna blicka ned, engelsk följetong i 13 delar efter en roman av A.J. Cronin.
- 21 januari - Premiär för TV-serien Raskens med bland andra Sven Wollter, Gurie Nordwall och Viveka Seldahl.
- 29 januari - Premiär för De lyckligt lottade, dramaserie i sex delar med bland andra Georg Rydeberg, Ove Tjernberg, Inga Landgré med flera.
- 30 januari - Start för en ny omgång av deckarserien Engelen med Allan Edwall i huvudrollen.

### Februari
- 4 februari - Seriestart för Vår fantastiska värld, på upptäcktsfärd med Arne Weise.
- 7 februari - En liten artistbukett, radiohjälpens önskeprogram med bland andra Lasse Berghagen, Bernt Dahlbäck, Gösta Linderholm, Sven Lindahl, Lena Hansson, Thore Skogman, Gudrun Rönsen och Hans Isacsson.
- 9 februari - Mäster Palm lever om, en pjäs med Fria Proteatern.
- 13 februari - Humorverkstad med Magnus & Brasse, ett porträtt av Magnus Härenstam och Brasse Brännström av Lasse Hallström.
- 21 februari - Bosse Parnevik figurerar - Ett program om imitatören Bosse Parnevik.

### Mars
- 8 mars - Predikare-Lena, TV-pjäs med Mimmo Wåhlander, Heinz Hopf, Tage Severin, Berta Hall med flera.
- 11 mars - 13 nya avsnitt av Arvingarna.
- 13 mars - Triss i Lasse, TV-show med Lasse Berghagen, Lasse Lönndahl och Lars Amble.
- 19 mars - Östen på Kronprinsen, show med Östen Warnerbring från Restaurang Kronprinsen i Malmö.
- 20 mars - Eva, TV-show med Eva Rydberg, Björn Skifs, Inger Öst och Sten Ardenstam.
- 24 mars - Fönstret, en pjäs av Tove Jansson med Sonya Hedenbratt och Håkan Serner. Regi: Vivica Bandler.
- 28 mars - Start för sex nya avsnitt av komediserien Fleksnes fataliteter med Rolv Wesenlund.

### April
- 3 april - Narrgnistor och getinghonung, en kväll på Mosebacke med Cornelis Vreeswijk.
- 9 april - Premiär för Sverigefrågan, frågetävling för invandrare. Programledare: Lennart Swahn.
- 14 april - På palmblad och rosor, en pjäs av Lars Forsberg efter Stig Claessons roman. I rollerna bland andra Janne Carlsson, Gunnel Fred och Nils Eklund.
- 16 april - Barnteaterföreställningen Folk och rövare i Kamomilla stad, från Dramaten med bland andra Gösta Prüzelius, Mona Malm och Jan Blomberg.
- 24 april - Televisioner, satirisk underhållning med Margaretha Krook, Claire Wikholm, Ernst-Hugo Järegård med flera. Del 1 av 3.
- 24 april - Start för en ny omgång av Gäst hos Hagge med Hagge Geigert. Sten Broman är säsongens första gäst.
- 28 april - Ansikte mot ansikte, dramaserie av Ingmar Bergman med bland andra Liv Ullmann, Erland Josephson och Aino Taube.

### Maj
- 2 maj - Premiär för Doc, amerikansk komediserie i sex delar med Barnard Hughes.
- 7 maj - Start för Öppet hus, underhållningsserie med Magnus Härenstam och gästartister. Del 1 av 7.
- 21 maj - Premiär för Columbo, amerikansk polisserie med Peter Falk i titelrollen.
- 22 maj - Hej! Barn och familjeunderhållning med Göran Fristorp och Birgitta Kjörk. Del 1 av 5.

### Juni
- 1 juni - Rörstrand 250 år, ett program om Europas näst äldsta porslinsfabrik.
- 2 juni - Det går an, pjäs av Carl Jonas Love Almqvist med Christina Stenius, Jonas Falk och Birgitta Palme.
- 5 juni - Abba i Australien, Abba på världsturné.
- 9 juni - Start för Strandhugg, ett familjemagasin om båt och badliv. Programvärd: Sven Lindahl.
- 18 juni - Det låg ett skimmer över Gustafs dagar, galasoaré med anledning av kung Carl XVI Gustafs och Silvia Sommerlaths bröllop. Medverkande bland andra Abba, Kjerstin Dellert och Birgit Nilsson.
- 19 juni - Direktsändning från kungabröllopet i Storkyrkan i Stockholm.
- 25 juni - Midsommar i Smygehuk, underhållning med Lasse Holmqvist, Östen Warnerbring, Nisse Ahlroth med flera.
- 26 juni - Den blomstertid nu kommer, konsert med Sveriges Radios symfoniorkester, Sylvia Vrethammar och Göran Fristorp.
- 28 juni - Starmaker, en popmusikal med The Kinks.

### Juli
- 3 juli - Premiär för Lördagskväll, underhållningsserie från Skansen med Ulf Elfving och gästartister.
- 8 juli - Alla går och håller masken, ett program om Ola Magnell.
- 17 juli–1 augusti - Olympiska sommarspelen.
- 20 juli - Premiär för Pang i bygget, engelsk komediserie i fem delar med bland andra John Cleese.
- 23 juli - Premiär för Duktig flicka, engelsk komediserie i sex delar med bland andra Julia Foster.

### Augusti
- 6 augusti - Premiär för Gårdsfestarna, buskisunderhållning i fyra delar med bland andra Sven Erik Vikström, Per Grundén och Gunilla Åkesson.
- 23 augusti - Tarzan är död, pjäs av Lars Forsberg med Lars-Erik Berenett, Inga Edwards, Viveka Seldahl med flera.
- 27 augusti - Start för underhållningsserien Sicken vicka med Lasse Holmqvist och gäster.

### September
- 4 september - Röjning på teatervinden, revyunderhållning i fyra delar med John Harryson, Mona Andersson, Beatrice Järås och Olof Lundström.
- 7 september - Start för en ny omgång av serien Herrskap och tjänstefolk.
- 10 september - Kar de Mummas blandning, godbitar ur Kar de Mumma-revyn med bland andra Stig Järrel, Siw Malmkvist och Rolf Bengtsson.
- 15 september - En ny omgång av Vår fantastiska värld med Arne Weise.
- 16 september - Säsongspremiär för Barnjournalen med Bengt Fahlström.
- 19 september - Valvaka vid riksdagsvalet i Sverige 1976. [1]
- 22 september - Premiär för en ny omgång av Bengt Bratts dramaserie Hem till byn med bland andra Ulf Dohlsten, Ulf Qvarsebo, Sture Ericson och Gunilla Nyroos.

### Oktober
- 1 oktober - Seriestart för Ellery Queen, amerikansk deckarserie med Jim Hutton, David Wayne med flera.
- 1 oktober - Start för en ny omgång av Nygammalt med Bosse Larsson, Bröderna Lindqvist och gästartister.
- 2 oktober - Premiär för 21, frågetävling med Lennart Hyland.
- 6 oktober - Premiär för Studio S, samhällsmagasin med Bo Isaksson.
- 8 oktober - Anita på Börsen, Anita Lindbloms krogshow från Hamburger Börs.
- 10 oktober - Premiär för sex nya avsnitt av komediserien Albert & Herbert med Sten-Åke Cederhök och Tomas von Brömssen.

### November
- 1 november – Reprisstart för ritsagan Barna Hedenhös i tio avsnitt av Bertil Almqvist i barnprogramsblocket Halv fem.[2]
- 17 november – Premiär för serien En dåres försvarstal efter August Strindberg i regi av Kjell Grede med bl.a. Gösta Ekman och Bibi Andersson.
- 21 november – Start för Musikfrågan Kontrapunkt där tre länder tävlar i musikkunskap. Programledare: Sten Broman.

### December
- 1 december - Årets julkalender är Teskedsgumman, repris från 1967. [3]
- 3 december - Känn er som hemma, komedi med Helena Brodin och Sven Lindberg.
- 13 december - Lucia - Caprice med OD, konsert med Orphei Drängar, Håkan Hagegård med flera.
- 17 december - Klerk, nöjesteater av Fritiof Nilsson Piraten med Gunnar Öhlund i titelrollen.
- 17 december - Cabaret Fattighuset, krogshow med bland andra Ted Åström och Örjan Ramberg.
- 20 december - Premiär för A.P. Rosell, bankdirektör, TV-serie i fyra avsnitt baserad på Vilhelm Mobergs roman. I rollerna: Folke Hjort, Tor Isedal, Gerd Hegnell med flera.
- 23 december - Julkul i Gamla Linköping, underhållning med Ragnar Dahlberg och showgruppen Fyra stolar.
- 25 december - Start för Trazan Apansson, julens konung, jullovsmorgon med Lasse Åberg och Klasse Möllberg.

### Okänt datum
- Premiär för frågesporten Vem vet var med Carl-Uno Sjöblom och Pekka Langer
- Premiär i TV2 för satirprogrammet Sånt är livet med Åke Wilhelmsson, Inger Säfwenberg och Anders Gratte
- Populära TV-serier är Benoni och Rosa och Edvard VII.

## Födda
- 10 september – Andreas Halldén, svensk designer,kampsportare och TV-programledare.
- 1 oktober – Emma Gray, svensk programledare, redaktör, reporter och filmkritiker.

## Avlidna
- 22 februari – Angela Baddeley, 71, brittisk skådespelare (Herrskap och tjänstefolk).

### Fotnoter
1. ↑  ”Svensk mediedatabas”. http://smdb.kb.se/catalog/id/002532399. Läst 30 mars 2011.
2. ↑  Dagens Nyheter 1 november 1976 sid. 55
3. ↑  ”Jultradition”. Arkiverad från originalet den 25 april 2012. https://web.archive.org/web/20120425112719/http://www.jultradition.se/tv.htm. Läst 26 mars 2011.